# Ленкова, Антонина Мироновна
Антонина Мироновна Ленкова (1925—2014) — участник Великой Отечественной войны, писатель, журналист. Член Союза журналистов СССР (1967), член Национального союза журналистов Украины, награждена орденами и медалями.

## Биография
Родилась Антонина Мироновна 25 декабря 1925 года в станице Краснокутской Ростовской области в семье донского казака. Отец — Мирон Павлович Ленков, кавалерист 72-го и 66-го полков Ленинградского военного округа, умер в 1936 году. Детство и отрочество провела в Ленинграде.
Когда началась Великая Отечественная война, Антонине было пятнадцать лет. Война её застала в станице Краснокутской Ростовской области, в это время она была в гостях у бабушки вместе с младшей сестрой Валей. Как беженцы оказались в Поволжье, где сдала сестру в детский дом, а сама пошла работать в МТС, зимой ремонтировала трактора, весной на них работала. В 1942 году в семнадцать лет ушла добровольцем на фронт, воевала на Сталинградском, Южном и 4-м Украинском фронтах в составе 44-й автобронетанковой мастерской и 67-го автополка. Антонина Мироновна — участник Сталинградской битвы, войну закончила в звании старшины технической службы.
После окончания Великой Отечественной войны Антонина Мироновна поступила в Узбекский государственный университет, который окончила в 1949 году. В 1949—1959 годах работала начальником гидрографической партии, обследовала реки Северного Кавказа, Памира, Прибалтики. В 1959 года Ленкова занялась журналистикой, она является членом Союза журналистов СССР (1967), Национального союза журналистов Украины, многие годы была членом общества «Знание». До 1981 года Антонина Мироновна жила в городе Ростове-на-Дону, работала внештатным сотрудником газет, в штате областного радио, вела музыкальные и юношеские программы, является лучшим лектором Дона.
В 1976 году уволилась из штата «Телерадио Дон ТР» в связи ухудшением здоровья связано со зрением, была признана инвалидом второй группы, но продолжала работать внештатным корреспондентом. В 1982 году уехала в город Бердянск, продолжала журналистскую деятельность: сотрудничала в газетах, на радио, читала лекции, оказывала помощь молодым поэтам, готовила к редакции их сборники. Антонина Мироновна Ленкова является автором книг «Семейная книга», «Моя колея», «Приложение к моей «Семейной книге» и к книге «О себе и о времени, в котором довелось жить». В феврале 1943 года Антонина Ленкова участвовала в освобождении города Ростова-на-Дону, в 1985 году была опубликована книга «Это было на Ульяновской». В этой документальной повести Антонина Мироновна рассказывает о ребятах с Ульяновской улицы города Ростова-на-Дону, которые во время оккупации помогали взрослым, укрывали раненных советских воинов, за что были расстреляны фашистами.
Об Антонине Мироновне сочиняют стихи, пишут в газетах, в книгах: Светлана Александровна Алексиевич в своей книге «У войны не женское лицо» рассказывает о судьбе Ленковой, Николай Демьяненко в книге «Жизнь — как море».
Скончалась 26 мая 2014 года в городе Бердянске.

## Награды
Антонина Мироновна Ленкова награждена орденами Святого Георгия, Орден Отечественной войны II степени «За мужество», медалями «За оборону Сталинграда», Жукова, «За победу над Германией в Великой Отечественной войне 1941—1945 гг.», «Защитнику Отчизны» и другими медалями, также награждена знаком «25 лет победы в Великой Отечественной войне». Антонина Мироновна дорожила памятной медалью в честь 35-летия Победы, диплом к медали был подписан самим Алексеем Петровичем Маресьевым и Павлом Ивановичем Битовым и знаком «Отличный шофёр», который вручили в апреле 1945 года. 